# Утренняя Звезда (газета)

И. С. Проханов

«Утренняя Звезда» — газета, орган Всероссийского союза евангельских христиан. В 1917 году являлась также печатным органом христианско-демократической партии «Воскресение». Издавалась, с перерывами, в 1910—1922 годах. Редактором-издателем газеты являлся И. С. Проханов (в 1922 году в качестве издателя назывался ВСЕХ).
Изначально выходила еженедельно и рассматривалась как еженедельник Русского евангельского союза. Подзаголовок «Утренней звезды» представлял издание как «прогрессивный орган религиозного пробуждения русского народа». С 1917 года характеризовалась издателем как «Голос народной Евангельской церкви». 
В отличие от «Христианина» и «Братского листка», сосредоточивших внимание на конфессиональной тематике, «Утренняя Звезда» освещала широкий круг вопросов культурной, социальной и политической жизни общества. Параллельное издание «Христианина», «Братского листка» и «Утренней Звезды» преследовало трехсоставную цель. «Христианин» предназначался для удовлетворения духовных нужд верующих, «Братский листок» представлял собой форум христиан различных деноминаций (здесь освещались новости конференций баптистов, молокан, евангельских христиан, а также информация от западных миссионеров), а «Утренняя Звезда» должна была стать рупором Русского евангельского союза, освещавшим вопросы практической христианской жизни, а также государственные, общественные и другие темы. Эти издания были основным средством идентификации евангельского движения и формирования его богословия.
В первые годы в газете настойчиво проводилась мысль о необходимости коренной реформы «правительственной церкви» на евангельских началах, о необходимости реформации. В изданиях «Утренней Звезды» использовался введённый И. С. Прохановым термин «нововерие», причем в последовательность от «старой» веры к «новой», через «чревоточное» православие. Как отметил богослов А. Пузынин, православие в газете нередко «представлялось в роли гонителя прогрессивной и свободной мысли». Пузынин отметил, что «Утренняя Звезда» не упускала случая написать «об упадочном состоянии государственной религии». В противоположность этому «нововерие» представлялось как прогрессивная религия новой эпохи, как вера, сбросившая с себя «пыльное и изношенное тряпье прошлого», подчеркнул Пузынин. «Нововерие» освещалось как духовное движение, «преобразующее отдельные личности» и способствующее прогрессу общества и государства, а также научному прогрессу.
В газете нередко помещались статьи баптистов — В. Г. и П. В. Павловых, В. В. Иванова, М. Д. Тимошенко, В. А. Фетлера, В. П. Степанова, П. Я. Дацко и др. Здесь публиковались статьи и речи наиболее выдающихся конфессиональных деятелей, материалы съездов, совещаний, собраний, письма верующих, информация с мест, материалы о миссии, работе среди молодежи, по вопросам взаимоотношений с властью, с РПЦ, о проблеме единства между баптистами и евангельскими христианами.
Сам Проханов характеризовал газету:
«За последнее семилетие Россия переживает состояние, которое как нельзя лучше характеризуется словами пророка Исайи: приближается утро, но еще тьма (Ис. 21:12). Есть проблески света, но еще ночь. И это наблюдается в сферах нашей жизни практической, общественной, семейной, школьной и особенно религиозной.
Название газеты — Апокалипсическая эмблема Христа и Его идеалов в нашей русской действительности и громкий призыв к русскому народу о коренном переустройстве всей его жизни на вечных прекрасных и животворящих основах евангельского учения.
Проблески утра сказываются, между прочим, в растущем повседневном интересе всех классов населения к религиозным вопросам. Везде слышится тревога души, жаждущей новой жизни. Образуются ручьи духовно общественной жизни, стремящейся найти одно русло, и этим руслом становится наш орган „Утренняя Звезда“, которая, удовлетворяя духовные нужды отдельных душ, в то же время стремится к обновлению религиозных общественных течений в одну реку русской реформации».
С 30 июля 1916 года издание газеты было «приостановлено» главным начальником военного округа согласно «Правилам о местностях, объявленных на военном положении» в рамках преследований русских протестантов, как якобы сочувствующих Германии, воюющей против России. 
В 1916—1922 годах выходила нерегулярно либо на протяжении длительных периодов не выходила вовсе.